# Пожежонебезпека
Пожежонебезпе́ка (рос. пожароопасность, англ. fire risk, англ. fire hazard; нім. Brandgefährlichkeit f, Brandgefahr f) — у гірництві — імовірність виникнення і розвитку пожежі, зумовлена наявністю в гірничих виробках горючих матеріалів і обладнання та потенційною можливістю раптової (аварійної) появи небезпечних високотемпературних теплових імпульсів. Розрізняють екзоген-ну П. шахтних матеріалів, гірничошахтного обладнання і ендогенну П. від самозаймання корисної копалини (вугілля, сла-нець, руда, торф). Найбільш пожежонебезпечні об'єкти в шахті — енергоустаткування і кабельні мережі, конвеєри стрічкові, гідросистеми гірничих машин і обладнання, дерев'яне кріплення. Виникнення небезпечних теплових імпульсів зумовлене коротким замиканням в електричних кабелях і енергоустаткуванні, тертям ріжучих зубців об гірничу масу, канатів об шпали і кріплення виробок, конвеєрної стрічки об елементи конструкції конвеєра, а також вибуховими роботами і застосуванням відкритого вогню. Зниження П. в шахті досягається за рахунок обмеження і контролю застосування горючих матеріалів, заміни їх негорючими і погано горючими, вдосконалення заходів пожежної профілактики і захисту гірничих виробок і камер, дотримання вимог правил безпеки.